# Sarah Kohr – Koma
Sarah Kohr – Koma ist ein deutscher Fernsehfilm von Mike Marzuk aus dem Jahr 2024 und der zehnte Teil der ZDF-Kriminalfilmreihe Sarah Kohr mit Lisa Maria Potthoff in der Titelrolle der Ermittlerin. Die Episode wurde am 9. September 2024 als Fernsehfilm der Woche erstmals im deutschen Fernsehen ausgestrahlt.

## Handlung
Staatsanwalt Anton Mehringer wird eines abends von einem Unbekannten attackiert und bewusstlos geschlagen. Die dazukommende Polizistin July Bastrich kann den Täter stoppen und vermutlich Schlimmeres verhindern. Dennoch liegt Mehringer nun im Koma.
Da der Täter fliehen konnte, nimmt die LKA-Beamtin Sarah Kohr die Ermittlungen auf. Leider gibt es wenig Anhaltspunkte zu Täter und Motiv. Allerdings begegnet Kohr in der Komaklinik von Prof. Dr. Gabriele Keuber, in die Mehringer verlegt wurde, Ruth Vollborn, eine junge Frau, die  kryptische Andeutungen macht und Mehringer zu kennen scheint. Vollborn besucht in der Komaklinik regelmäßig ihr Patenkind und wirkt extrem verstört. Als Kohr sie aufsuchen will, wird sie gerade von einem Unbekannten bedroht. Kohr versucht sie vor dem Mann zu retten, kann aber letztendlich nicht verhindern, dass er sie brutal erschießt. Für Kohr steht außer Frage, dass es sich bei dem Täter auch um den Attentäter auf Mehringer handelt. Sooft sie auch versucht ihn zu fassen, kann er stets entkommen.
Im Zuge ihrer Ermittlungen findet Kohr heraus, dass mit der Komaklinik etwas nicht stimmt. Ruth Vollborn hatte das Notebook von Prof. Dr. Gabriele Keuber entwendet, auf dem Details eines Forschungsprogramms mit illegalen Menschenversuchen gespeichert sind, welche der Ärztin aktuell durchführt. Um das Gerät zurückzubekommen hatte sie den Angehörigen einer Komapatientin mit eingespannt: Tim Schulmann, ein vorbestrafter Gewalttäter, dessen Freundin sich bei Keuber in der Klinik befindet. July Bastrich konnte Keuber ebenso für ihre Ziel mit einspannen, weil die Polizistin tablettenabhängig ist und die Ärztin sie mit den nötigen Mitteln versorgt hatte. Im Gegenzug half Bastrich ihr herauszufinden, wer das Notebook gestohlen hatte. Doch Vollborn hatte es den Eltern ihres Patenkindes anvertraut, die nun in großer Gefahr sind, weil Tim Schulmann ihnen auf der Spur ist und mit brutaler Gewalt auf die Herausgabe des Gerätes drängt. Kohr kommt gerade noch rechtzeitig und kann Schulmann diesmal endgültig aus dem Verkehr ziehen. Dabei erfährt sie, dass Mehringer seit Wochen von Keuber mit einem Medikament künstlich im Koma gehalten wird, um auch ihn bei ihren Versuchen mit „nutzen“ zu können. Dank Kohrs rechtzeitigem Eintreffen kann Mehringer gerettet werden. Nachdem der Staatsanwalt wieder vollständig genesen ist berichtet er Kohr von seinen Ermittlungen gegen die Komaklinik. Er wurde von Ruth Vollborn über die illegalen Machenschaften informiert und wollte sich erst einmal selbst ein Bild von der Klinik machen. Damit wurde er jedoch selbst zum Opfer.

## Hintergrund
Sarah Kohr – Koma wurde im Auftrag des ZDF von der film gmbh produziert. Die Dreharbeiten fanden vom 7. November bis zum 6. Dezember 2023 in Hamburg und Umgebung statt.

## Rezeption

### Einschaltquote
Bei der Erstausstrahlung von Sarah Kohr – Koma am 9. September 2024 verfolgten in Deutschland insgesamt 5,69 Millionen Zuschauer die Filmhandlung, was einem Marktanteil von 23 Prozent für das ZDF entsprach.

### Kritik
Tilmann P. Gangloff schrieb für Tittelbach.tv: „‚Koma‘ ist der zehnte Film aus der stets sehenswerten Reihe. Die Krimis und Thriller sind immer dann besonders fesselnd, wenn die Titelheldin ein Verbrechen persönlich nimmt. Das gilt diesmal zwar erst recht, aber seine Intensität verdankt der Film neben dem zunehmend vielschichtigen […] Drehbuch […] der Umsetzung durch Mike Marzuk. […] Die Spannung des Films resultiert zunächst jedoch vor allem aus der Frage, ob der Überfall auf Mehringer (Herbert Knaup) bloß Zufall oder ein gezielter Mordversuch war.“
Bei quotenmeter.de wertete Christian Lukas: „Mit Tempo geht die Handlung voran, die sich auf der Actionebene auf die Suche nach dem Mann konzentriert, der Mehringer ins Koma geprügelt hat und den als skrupellos zu bezeichnen, eine Untertreibung darstellt.“ „Gerade weil die Figur Sarah Kohr Kompromisse nur vom Hörensagen kennt, gewinnt der Film mit fortlaufender Spieldauer an Intensität. Kohr lässt sich nicht von Unwägbarkeiten aufhalten, sondern nutzt sie, um den Fall auf ihre Weise zu lösen – schnell, präzise und wenn es sein muss, mit einem ordentlichen Schlag in die Magengrube.“
Oliver Armknecht von film-rezensionen.de meinte, „Das Thema des Films ist interessant, dazu gibt es wieder einige Action. Und doch enttäuscht das Ergebnis, da aus den Fragen und dem Szenario viel zu wenig herausgeholt wird, die Geschichte wird auch nicht so emotional, wie es zu erwarten gewesen wäre.“ „Statt tatsächlicher Auseinandersetzung gibt es nur ein bisschen Kratzen an der Oberfläche, verbunden mit wenig glaubwürdigen Entwicklungen. Das ist schade, weil das hier deutlich interessanter hätte sein können und müssen. Stoff und Besetzung wurden an einen mäßigen Thriller verschwendet.“
Evangelisch.de urteilte: „Kohr (Lisa Maria Potthoff), über die es sinngemäß heißt, sie sei unberechenbar, weil sie nicht nach den üblichen Regeln spiele, entwickelt eine spezielle Strategie, um den Fall zu klären: Sie sucht nach Schnittmengen. Nun zeigt sich Berndts ganze Klasse, denn nach und nach offenbart sich, dass ausnahmslos alle Personen, denen die Kommissarin im Verlauf der Handlung begegnet, miteinander verbunden sind; und fast alle nicht im Guten. Auf diese Weise entsteht ein komplexes Beziehungsgeflecht, das jedoch nie unübersichtlich wird. Obwohl zwangsläufig nicht viel Zeit für die einzelnen Figuren bleibt, wirken sie zudem nicht oberflächlich.“ „Die Kampfszenen sind erneut perfekt choreografiert und entsprechend packend, aber mindestens ebenso typisch ist der sardonische Humor, mit dem Lisa Maria Potthoff die Ermittlerin versieht.“
Für prisma.de wertete Elisa Eberle: Es „ist ein ausgesprochen vielschichtiger Film: Alle vom ‚Sarah Kohr‘-Stammautoren Timo Berndt erdachten Figuren hängen irgendwie miteinander zusammen, was eine besondere Spannung erzeugt. Actionfans kommen dank der wieder einmal außergewöhnlich vielen Nahkampfszenen auf ihre Kosten.“